# Kindzadza
Kindzadza, pseudonimo di Lev Grešilov (in russo Лев Грешилов?; ...), è un produttore discografico russo di musica dark-psytrance e hi-tech trance con sede a Mosca.
Il suo nome d'artista deriva dal popolare film sovietico Kin-dza-dza!. Assieme a Psykovsky ha fondato nel 2006 l'etichetta Osom Music.